# Tom Lehman
Pour les articles homonymes, voir Lehman.
Tom Lehman, né le 7 mars 1959 à Austin, est un golfeur américain.

## Palmarès

### Ryder Cup
- Capitaine de la sélection américaine en 2006
- Victoire en 1999
- Participation en 1995, 1997
- 5 victoires, 2 nuls, 3 défaites

### Majeurs
- British Open de golf 1996

### PGA Tour
- 1994 Memorial Tournament
- 1995 Colonial National Invitational
- 1996 The Tour Championship
- 2000 Phoenix Open

### Autres victoires
- 1990 Ben Hogan Reflection Ridge (Ben Hogan Tour)
- 1991 Ben Hogan Gulf Coast Classic, Ben Hogan South Carolina Classic, Ben Hogan Santa Rosa Open (all Ben Hogan Tour)
- 1993 Casio World Open (circuit du Japon)
- 1995 Hyundai Team Matches (avec Duffy Waldorf)
- 1996 Hyundai Team Matches (avec Duffy Waldorf), PGA Grand Slam of Golf, Skins Game
- 1997 Loch Lomond World Invitational (Circuit Européen), Skins Game, Wendy's Three-Tour Challenge
- 1999 Target World Challenge presented by Williams
- 2000 Hyundai Team Matches (avec Duffy Waldorf)

### Compétitions par équipes
- Presidents Cup: 1994, 1996, 2000
- Coupe du monde: 1996